# 이재난고
《이재난고》(頤齋亂藁)는 조선의 학자 이재(頤齋) 황윤석(黃胤錫, 1729~1791)이 쓴 책이다. 1984년 9월 20일 대한민국 전라북도의 유형문화재 제111호로 지정되었다.
이 책은 10세부터 시작하여 63세 일기로 죽기 전까지 보고, 듣고, 배우고, 생각한 문학· 산학·예학·도학·지리·역상·언어학·예술 등 정치·경제·사회·농·공·상 등의 여러 방면에 걸친 인류생활에 이용되는 실사를 총망라하여 일기 또는 기사체로 쓴 것으로, 6천장 57책으로 되어 있다.
특히 1768년 7월 과거시험을 본 다음 날 점심에 일행과 함께 냉면을 시켜 먹었다라고 기술되어 있는데, 이는 한국사 최초의 배달 음식에 대한 기록으로서, 역사적이며 특이한 기술이다.

## 개요
『이재난고』는 이재라는 인물이 10세부터 시작하여 63세 일기로 죽기 전까지 보고, 듣고, 배우고, 생각한 문학· 산학·예학·도학·지리·역상·언어학·예술 등 정치·경제·사회·농·공·상 등의 여러 방면에 걸친 인류생활에 이용되는 실사를 총망라하여 일기 또는 기사체로 쓴 것으로, 6천장 57책으로 되어 있다.
이재는 책마다 쓰기 시작한 연대와 끝난 연대를 기록하고『난고』라는 표지제목을 붙였는데『이재난고』는 그 엄청난 분량 뿐만 아니라 실학적인 내용과 함께 한국의 저술사상 최고의 것이라 하겠다. 그러나 속집을 간행할 때에는『난고』중에서 선집(가려서 뽑아 수록함)한 약간의 내용과 시문이나 언어, 산학, 도학적인 것에 불과하여 그것은『난고』내용의 1/5에도 못미치는 것이었다.
『난고』는 실학적인 면에서 매우 귀중한 학술자료로 평가되고 있다. 조선의 전라도 차별에 대한 내용도 나온다. 신라계 전주 이씨 등 특별한 성씨를 감안하면 순수 전라도 출신들은 꽤 많은 차별을 받았을 수도 있다.

## 참고 자료
- 이재난고 - 국가유산청 국가유산포털

1. ↑  https://www.jjan.kr/news/articleView.html?idxno=2111373